# Carl Friedrich Rungenhagen
Carl Friedrich Rungenhagen (27. září 1778 Berlín – 21. prosince 1851 Berlín) byl německý skladatel a hudební pedagog.

## Život
V roce 1801 se stal členem berlínské Sing-Akademie. Byl studentem Carla Friedricha Zeltera. Díky tomu byl v roce 1815 povýšen na pozici zástupce ředitele Sing-Akademie a od té doby byl trvale spojen s hudebním životem Berlína.
Skládal církevní hudbu, oratoria, kantáty a písně. Mezi jeho studenty patřili Stanisław Moniuszko, Albert Lortzing a Louis Lewandowski.